# Franciaország oktatási rendszere
Franciaország oktatási rendszere hasonlít a többi európai rendszerhez. A francia oktatási rendszer felépítése: Előiskola (Maternelle), Elemi iskola (école élémentaire), és további iskolák (collège lycée, lycée professionnel). A lycée intézményét Napóleon hozta létre 1801-ben. Jules Ferry (1832-1893) francia miniszter hozta létre a modern általános iskolát ("l'école républicaine"), melybe a gyerekeknek 6 és 12 éves koruk között kötelező volt járniuk.
Tizennyolcmillió tanuló és egyetemista, tehát a népesség negyede részesül oktatásban.

## Közoktatás
Alap- és középfokú szinten a tanterv minden francia tanuló számára hasonló, vannak állami, félállami és támogatott intézmények. Minden oktató számára Bulletin officiel de l'éducation nationale, de l'enseignement supérieur et de la recherche (B.O.) tartalmazza az összes jelenlegi programot, ill. útmutatót.
Az alapfokú- és a középiskolákban oktató tanárok közalkalmazottak, ezért az oktatási minisztérium az ország legnagyobb foglalkoztatója. Kontinentális Franciaországban a tanév kora szeptembertől kora júliusig tart. Az iskolai naptár standard az egész országban és a minisztérium kizárólagos felelőssége.

## Középfokú oktatás
A francia középfokú oktatás két részre oszlik:
- a collège az általános iskolát követő négy évben;
- a lycée a következő három évre.

A középfokú tanulmányok befejezése a baccalauréat megszerzéséhez vezet.
Az első oklevél, melyet egy tanuló megkap a Brevet des collèges a kilencedik évfolyam végén. Ennek megszerzése nem feltétele a lycée megkezdésének.
A baccalauréat (bac néven is ismert) a lycée-t zárja le, ezután a tanulók egyetemre mehetnek vagy egy classe préparatoire-t, esetleg elkezdhetnek dolgozni. Ezt 18 éves korban szerzik meg a tanulók, a kifejezés az oklevélre és a vizsgákra egyaránt utal.
Sok tanuló szerzi meg az elméletorientált baccalauréat général-t, mely három tanulmányi ágra oszlik, ezeket séries-nek hívják. A série scientifique (S) természettudományokkal és matematikával foglalkozik, a série économique et sociale (ES) közgazdaságtannal, társadalomtudományokkal és matematikával, a série littéraire (L) francia nyelvvel, idegen nyelvekkel, filozófiával, történelemmel és földrajzzal, továbbá opcionálisan művészetekkel. Ugyanakkor ezek nem specializációt jelentenek, és a bac megszerzése után bármely állami egyetemre lehet jelentkezni az adott település vonzáskörzetében. Az L ágon tanulóknak nincs elég, csak a középiskolából származó tudományos hátterük ahhoz, hogy az egyetemi szintű kurzusokat sikerrel zárják. Ezért a baccalauréat és egyetemi kurzusok valamiféle kombinációja meglehetősen ritka.
Létezik a baccalauréat technologique és a baccalauréat professionnel. Az előbbi elméleti és gyakorlati képzést ad és felkészíti a tanulókat a felsőfokú tanulmányokra, míg utóbbi a gyakorlati képzésre koncentrál és a felkészít a munkaerőpiacra való közvetlen belépésre. Manapság sok tanuló ezt a kettőt próbálja megszerezni, mert nem igényelnek hosszas tanulmányokat és ezen bac-ok végzősei közül nem sok megy egyetemre. Éppen ezért a "baccalauréat général"-nak nagyobb a presztízse.

## Felsőoktatás
A felsőoktatás az állami egyetemeken és a Grande école elitiskolákon zajlik. Utóbbiakra példa a társadalomtudományokra koncentráló Institut d'études politiques de Paris, a közgazdasági École des Hautes Etudes Commerciales de Paris, a mérnöki tudományok terén a szintén párizsi École Polytechnique és MINES ParisTech, ill. a strasbourgi École nationale d'administration az államigazgatási felsőoktatásban. Az elitiskolákat kritika érte állítólagos elitizmusuk miatt.
A felsőoktatás három szinten van megszervezve az európai mobilitás jegyében:
- Licence vagy Licence Professionnelle (Baccalaureus)
- Master (MSc)
- Doctorat (Doktorátus)

Az ország minden oktatási programját a Nemzeti Oktatás Minisztériuma (Ministère de l'Éducation nationale, de la Jeunesse et de la Vie associative) szabályozza.
A francia felsőoktatás egyik, más országokhoz képest szembetűnő jellemzője az intézmények bizonyos területekre való specializálódásból fakadó kis mérete és nagy száma. Egy közepes francia városnak, mint pl. Grenoble vagy Nancy, két vagy három egyeteme is lehet természettudományi, vagy társadalomtudományi, esetleg mérnöki vagy egyéb specializációval.
Mérnöki iskolákban és az egyetemek szakmai specializációin az oktatók nagy része nem állandó alkalmazottakból áll.
A francia felsőoktatási rendszer további jellemzője, hogy a tudományos kutatás nagy részét olyan intézmények végzik, mint a CNRS vagy a INSERM, melyek formálisan nem részei az egyetemeknek. Ugyanakkor ezen intézmények kutatóintézetei egyetemeken belül találhatóak.
A felsőoktatást támogatja az állam, így a díjak viszonylag alacsonyak. A tandíj 150 eurótól 700 euróig terjed egyetemtől és tanulmányi szinttől függően. Továbbá az alacsony jövedelmű családokból származó hallgatók ösztöndíjat kaphatnak és csak jelképes összeget kell tandíjként ill. a tankönyvekért fizetniük.
Az egészségbiztosítás ingyenes 20 éves korig, tehát csak a megélhetés és a könyvek árát kell ehhez hozzáadni. 20 éves kor után az egészségbiztosítás költsége évente 200 euró, és ez a legtöbb ellátásra elegendő.
A francia állami egyetemeket azon városokról nevezik el, melyek közelében elhelyezkednek, ezt több ilyen esetén egy szám követi. A reformok ellenére a szemeszter végén következő vizsgákon alapuló tanterv a legtöbb egyetemen érvényben marad. Franciaország hasonlóképpen otthont ad külföldi egyetemek helyi leányintézményeinek.